# Gambelia
Gambelia es un género plantas de la familia Scrophulariaceae. Incluye 19 especies.

## Especies seleccionadas
- Gambelia glabrata
- Gambelia juncea
- Gambelia rupicola
- Gambelia speciosa

- Datos: Q10288175
- Multimedia: Gambelia (Plantaginaceae) / Q10288175
- Especies: Gambelia (Scrophulariaceae)